# UFC 84
UFC 84: Ill Will foi um evento de artes marciais mistas promovido pelo Ultimate Fighting Championship, ocorrido em 24 de maio de 2008 em Paradise, Nevada. A luta principal foi a luta pelo Cinturão Peso Leve do UFC entre B.J. Penn (atual detentor) e Sean Sherk (desafiante).

## Resultados
Nota 1 Pelo Cinturão Peso-Leve do UFC.

## Bônus da Noite
- Luta da Noite:  Wilson Gouveia vs.  Goran Reljic
- Nocaute da Noite:  Wanderlei Silva
- Finalização da Noite:  Rousimar Palhares

## Ligações Externas
- Página oficial do evento

1. ↑  Nota 1